# Sogakope

Sogakope est une commune de l'est du Ghana, chef-lieu du district du Tongu Sud, dans la région de la Volta.

Pont de Sogakope.

## Histoire
En 2008, le groupe Red Bull y fonde le club de football du Red Bull Ghana.